# Daniel Fauché
Daniel Eugène Fauché (Chantilly, 22 de diciembre de 1966) es un deportista francés que compitió en remo.
Participó en tres Juegos Olímpicos de Verano, obteniendo una medalla de plata en Atlanta 1996, en la prueba de cuatro sin timonel, el quinto lugar en Barcelona 1992 y el séptimo en Sídney 2000, en la misma prueba.
Ganó cuatro medallas en el Campeonato Mundial de Remo entre los años 1993 y 1998.

## Palmarés internacional
| Juegos Olímpicos   | Juegos Olímpicos              | Juegos Olímpicos | Juegos Olímpicos   |
| Año                | Lugar                         | Medalla          | Prueba             |
| ------------------ | ----------------------------- | ---------------- | ------------------ |
| 1996               | Atlanta (Estados Unidos)      | Medalla de plata | Cuatro sin timonel |
| Campeonato Mundial |                               |                  |                    |
| Año                | Lugar                         | Medalla          | Prueba             |
| 1993               | Račice (República Checa)      | Medalla de oro   | Cuatro sin timonel |
| 1994               | Indianápolis (Estados Unidos) | Medalla de plata | Cuatro sin timonel |
| 1997               | Aiguebelette (Francia)        | Medalla de plata | Cuatro sin timonel |
| 1998               | Colonia (Alemania)            | Medalla de plata | Cuatro sin timonel |